# Capitale de la Lituanie
La capitale de la Lituanie est actuellement Vilnius. Cela n'a cependant pas toujours été le cas.

## Entre-deux-guerres
Pendant la Première Guerre mondiale, la Lituanie a déclaré son indépendance le 16 février 1918. La déclaration stipulait que la Lituanie serait une république démocratique avec Vilnius comme capitale. Cette affirmation était basée sur des raisons historiques, car la ville avait été fondée par des Lituaniens et fut plus tard la capitale du Grand-Duché de Lituanie. Cependant, la ville était multiethnique et d'autres groupes ont déposé des revendications similaires. Alors que les forces soviétiques poussaient vers l'ouest pour propager la révolution prolétarienne mondiale, l'administration Ober-Ost allemande évacuait et les Lituaniens se retiraient à Kaunas. Vilnius fut prise par l'Armée rouge le 5 janvier 1919. Pendant la guerre polono-soviétique, la ville changea fréquemment de mains : le 19 avril 1919, l'la ville fut prise par l'armée polonaise régulière ; le 14 juillet 1920, elle a été reprise par les forces soviétiques. Après la défaite soviétique lors de la bataille de Varsovie, Vilnius a été remise aux autorités lituaniennes conformément au Traité de paix soviéto-lituanien du 12 juillet 1920. La Pologne a continué à revendiquer le contrôle de la ville et organisa la révolte de Żeligowski pour la capturer en octobre 1920. Le général polonais Żeligowski établit la République de Lituanie centrale, qui fut incorporée à la Pologne en 1922. Cette situation dura jusqu'en 1939.
La Lituanie a refusé d'avoir des relations diplomatiques avec la Pologne jusqu'à l'ultimatum de 1938. La Lituanie a continué à déclarer Vilnius comme sa capitale dans tous les documents officiels, y compris la constitution. Depuis que cette ville était contrôlée par la Pologne, toutes les autorités lituaniennes et le commandement militaire avaient été transférés dans la ville de Kaunas, qui était devenue le siège du gouvernement. Pour concilier réalité sur le terrain et revendications constitutionnelles, Kaunas a été désignée comme capitale temporaire ou provisoire (en) jusqu'à ce que Vilnius puisse être « libérée de l'occupation polonaise ». En mars 1938, la Lituanie accepta un ultimatum polonais exigeant des relations diplomatiques. Malgré des relations normalisées, la nouvelle Constitution lituanienne, en mai 1938, revendiquait toujours Vilnius comme la capitale de jure de la Lituanie, et Kaunas restait la capitale temporaire.

## La Lituanie soviétique (1940-1990)
En octobre 1939, les Soviétiques transfèrent Vilnius, qu'ils capturent lors de l'invasion de la Pologne, à la Lituanie conformément au Traité d'assistance mutuelle soviéto-lituanien. Depuis lors, Vilnius est la capitale de la RSS de Lituanie puis de la Lituanie indépendante.

## La Lituanie de nouveau indépendante (1990-)
Lors de son indépendance proclamée en 1990, la capitale de la Lituanie est restée à Vilnius.